# Myllokunmingia
Myllokunmingia ist ein Wirbeltier aus dem unterkambrischen Maotianshan-Schiefer in China. Das Tier hat Ähnlichkeiten mit einem modernen Schleimaal und erreicht 28 mm Länge und 6 mm Höhe, es ist höchstwahrscheinlich ein Kieferloser (primitiver Fisch)
Mit einem Alter von rund 530 Millionen Jahren ist Myllokunmingia das bisher älteste Wirbeltier, das in Gesteinen des Kambriums gefunden wurde. Das Fossil besitzt einen Schädel und skelettartige Strukturen, die wahrscheinlich aus Knorpelgewebe aufgebaut sind – vergleichbar mit den Neunaugen, die ebenfalls zu den Wirbeltieren gerechnet werden. Für eine Mineralisation der Skelettelemente (Biomineralisation) bestehen keine Anzeichen.

## Beschreibung
Der Holotyp entstammt der Chengjiang-Faunengemeinschaft und wurde in der Eoredlichia-Trilobitenzone bei Haikou nahe Ercaicun, Kunming, Provinz Yunnan, entdeckt. Das Tier hat einen eindeutig abgegrenzten Kopfbereich, der Rumpf besitzt vorne eine segelartige (1,5 mm große) Rückenflosse, weiter hinten einen (wahrscheinlich paarig angeordneten) Bauchflossenlappen. Am Kopf befinden sich fünf oder sechs Kiementaschen mit Hemibranchien. Im Rumpfbereich liegen außen 25 Muskelsegmente (Myomere), die in einem rückwärts gerichteten Fischgratmuster angeordnet sind. Das Tier verfügt weiterhin über eine Chorda, einen Pharynx und einen Verdauungstrakt, der sich eventuell bis zum Hinterende erstreckt. Der Mund kann nicht klar ausgemacht werden. Möglicherweise ist auch ein Herzbeutel vorhanden. Gräten sind nicht zu erkennen. Nur bei einem einzelnen Fund wird das Schwanzende vom Sediment bedeckt.
Myllokunmingia fengjiaoa (Shu, Zhang & Han) ist (bisher) die einzige bekannte Art.
Ein weiterer, Myllokunmingia recht ähnlicher Fund aus dem Schiefer ist Haikouichthys. Es kommen darüber hinaus mehrere umstrittene Chordata (primitivere Hemichordata) vor.